# Tamás Varga (piłkarz wodny)
Tamás Varga (ur. 14 lipca 1975) – węgierski piłkarz wodny. Dwukrotny złoty medalista olimpijski.
Mierzący 201 cm wzrostu zawodnik z reprezentacją Węgier zdobył nie tylko dwa tytuły mistrza olimpijskiego, ale także zwyciężył na mistrzostwach świata (2003). Stawał również na podium mistrzostw Europy.

## Odznaczenia
- Krzyż Komandorski Orderu Zasługi Republiki Węgierskiej – 2008[2]